# Калум Чемберс
Калум Чемберс (англ. Calum Chambers, нар. 20 січня 1995, Петерсфілд) — англійський футболіст, що грає на позиції захисника. Відомий, зокрема, виступами за «Саутгемптон», «Арсенал», а також національну збірну Англії.

## Клубна кар'єра

### «Саутгемптон»
Калам Чемберс розпочав кар'єру у футбольній академії «Саутгемптона». Перед початком сезону 2012-13 Чемберс став одним з чотирьох гравців молодіжної академії клубу, запрошених до основного складу та отримав футболку з номером «28». 28 серпня 2012 року Чемберс дебютував в основному складі «святих», вийшовши на заміну в матчі другого раунду Кубка Футбольної ліги проти клубу «Стівенідж» і відзначився гольовою передачею. Гра завершилася перемогою «Саутгемптона» з рахунком 4-1.
31 липня 2013 року Чемберс підписав новий чотирирічний контракт з «Саутгемптоном». 17 серпня 2013 року Калам дебютував у Прем'єр-лізі в матчі першого туру проти «Вест-Бромвіч Альбіон», відігравши всі 90 хвилин на позиції правого захисника. Гра завершилася перемогою «святих» з рахунком 1-0.

### «Арсенал»
28 липня того ж року Чемберс перейшов в лондонський «Арсенал». Трансфер футболіста обійшовся «канонірам» в суму близько ₤16,000,000. Перший гол за «Арсенал» захисник забив 1 листопада 2014 року в матчі проти «Бернлі».

## Кар'єра у збірній
У вересні 2014 року Калам Чемберс був викликаний Роєм Годжсоном у збірну Англії для підготовки до матчів відбіркового турніру чемпіонату Європи 2016. Він дебютував у товариському матчі зі збірною Норвегії, вийшовши на заміну у другому таймі.

## Титули та досягнення
«Арсенал»
- Кубок Англії
  - Володар (2): 2014–15, 2019–20
- Суперкубок Англії
  - Володар (2): 2014, 2020